# Phone-in
Phone-in 節目（英語： 或 ）是一種即時現場直播，讓觀眾致電與節目主持人或嘉賓直接對話、發表意見的節目。Phone-in 節目可以是電台節目，也可以是電視節目。它的作用，主要是作為溝通雙方面的平台，使大家可以平等直接的對話。

## 政治名嘴
香港
随着政论节目的兴起，一大批香港的政论家和政论节目主持人，也成为香港的一代名嘴，如黄毓民、鄭經翰、陶杰、吳志森等，而一批资历深厚、阅历颇丰的文艺圈人士，因参与政论节目，而成为香港炙手可热的名嘴，如潘小涛、梁文道、胡恩威、刘天赐、马家辉、谭卫儿、张翠容、施南生、刘锐绍、萧若元、岑建勋、狄娜、卢觅雪等。

## 製作成本
Phone-in節目的製作成本輕，不必像卡通片般要配音、又不必像廣播劇需要劇本、更不必像新聞採訪般要剪接等後期製作、又不必像點唱節目般付版稅。因為成本效益明顯，所以烽煙節目在港台兩地大行其道。

## 香港的著名Phone-in 節目
- D100的《風波裡的茶杯》（主持：鄭經翰與林旭華）
- 商業電台的《政事有心人》（主持：黃毓民）（已結束）
- 香港電台的《自由風自由Phone》、《千禧年代》、《星期六問責》、《城市論壇》（已結束）、《政壇新秀訓練班》(2020年2月改為烽煙)
- 有線電視的《肥媽Phone Show》（已結束）、《新龍門陣》（已結束）、財經資訊台的《香港刺針》（已結束）及《Sunday有理講》（已結束）
- Now TV Now新聞台的《時事全方位》、Now財經台及ViuTV的《交易時段》
- 香港電台第二台的《星空奇遇鐵達尼》（主持：麥潤壽）（已結束）
- 香港數碼廣播 數碼大家台的《星空再遇鐵達尼》（主持：麥潤壽）（2011年12月13日啟播；已結束）
- 商業電台叱咤903的《一八七二遊花園》（主持﹕余迪偉、鄒凱光、阿Bu）（已結束)
- MyRadio的《毓民踩場》（主持：黃毓民、梁錦祥）
- 新城知訊台的《新香蕉俱樂部》(主持﹕杜浚斌（Ben)、林澤群（阿群）
- 亞視新聞的《港是港非》、《互動新聞網》（主持：盧瑞盛）（後者於1998年9月28日啟播；兩者均已結束）

## 澳門的著名Phone-in 節目
- 澳門電台的《澳門講場》
- 澳門蓮花衛視的《澳門開講》

## 台灣的著名叩應節目
- 中天電視《全民最大黨》（已結束）
- TVBS《2100全民開講》（已結束）
- 三立新聞台《大話新聞》（已結束）
- 華視《李濤新聞廣場》是台灣首個電視Call-in節目。趙怡說：“1987年回來，正是國內政治最動盪的時候，那時華視幾乎是軍方的灘頭堡。我在華視是第一個非軍方出身一級主管，開了國內第一個電視叩應節目《李濤新聞廣場》；當時每個觀眾打電話進來，電視台要派兩個人去查，確定對方是誰。”（按：趙怡當時是華視新聞部經理。）[1]

## 影響
電視叩應 是流行於台灣地區有線電視及無線電視特殊節目型態，慣發政治鬥爭議題，偶能掀起政治風潮。